# 末谷真澄
末谷 真澄（すえたに ますみ、1951年3月31日 - ）は放送作家、脚本家。東京都出身。青山学院大学卒。

## 作風
映画『水の旅人 侍KIDS』をはじめ、石井竜也監督作品や平成モスラシリーズなど、エコロジーを題材とした作品を多く手掛けているが、末谷自身の思想ではなく、善悪の対立を作ることができる当時一番やりやすい題材であったと述べており、『ACRI』と『モスラ』では相反する内容を自覚的に書いている。
『モスラ』に登場する怪獣デスギドラが植物のエネルギーを吸い取るという設定は、自身が1ヶ月ほど入院して退院した際に自宅の観葉植物が縮んでいたという経験から発想したものである。

## 主な作品

### 映画
- 「水の旅人 侍KIDS」(1993年・監督:大林宣彦)
- 「河童」(1994年・監督:石井竜也)
- 「ACRI」(1996年・監督:石井竜也)
- 平成モスラシリーズ
  - 「モスラ」(1996年・監督:米田興弘)[2]
  - 「モスラ2 海底の大決戦」(1997年・監督:三好邦夫)[2]
  - 「モスラ3 キングギドラ来襲」(1998年・監督:米田興弘)[2]
- 「HINOKIO」(2005年・監督:秋山貴彦)
- 「キャッチ ア ウェーブ」(2006年・監督:高橋伸之) - 脚本監修

### テレビ
- 「おもちゃのチンピラ」(1985年・TBS)
- 「親にはナイショで」(1986年・TBS)
- 「お坊っチャマにはわかるまい!」(1986年・TBS)
- 「世にも奇妙な物語」（フジテレビ）
  - 第1シリーズ(1990年)「仰げば尊し」
  - 第2シリーズ(1991年)「コインランドリー」、「ボクの好きな先生」、「ま・ば・た・き」
  - 第3シリーズ(1992年)「けむり男」
- 「映画みたいな恋したい」(1991年・テレビ東京)
- 「怪談KWAIDANIII 牡丹灯籠」(1994年・フジテレビ)
- 「硫黄島〜戦場の郵便配達〜」(2006年・フジテレビ)
- 「千の風になって ドラマスペシャル」(2007年・フジテレビ)
- 「戦場のメロディ」(2009年・フジテレビ)

### 小説、絵本
- 「雨の旅人」マガジンハウス(1992年) ISBN 4838703155-水の旅人原作
- 「水の旅人」フジテレビ出版(1993年) ISBN 4594011934-絵本
- 「原作 河童」LIVE UFO(1994) ISBN 4594016146
- 「銀河の約束」角川書店 (1998) ISBN 4043459017